# Мюльбах (фортепианная фабрика)
Фортепианная фабрика «Мюльбах» — компания, занимавшаяся производством фортепиано и концертных роялей в столице Российской империи Санкт-Петербурге. Фабрика существовала с 1850 по 1917 год. В 1880-х годах предприятие «Мюльбах» было лидером по продаже фортепиано на российском рынке.

## История компании
В 1856 году балтийский ремесленник немецкого происхождения[неизвестный термин] Теодор Франц Адольф Мюльбах (1826—1901, Санкт-Петербург) переехал в Санкт-Петербург. Он смастерил три простейших пианино в своей мастерской на Офицерской улице (сегодня улица Декабристов). Теодор Мюльбах работал в офисе продаж австрийской фабрики по изготовлению фортепиано, которая располагалась в Вирте. Хозяином данной фабрики был Якоб Беккер. Накопив достаточно денег, Мюльбах решил производить инструменты под своим именем, но первые самодельные инструменты были очень похожи на инструменты его мастера Якоба Беккера. Уже скоро он нанял трех рабочих и производственное предприятие стало постепенно расти. До 1870-х годов его рояли были малоизвестны, популярность же они приобрели после Всероссийской ярмарки в Санкт-Петербурге, где инструменты были представлены для широкой публики.
В 1871 году завод выпускал уже 50 инструментов в год. Ассортимент включал в себя большие концертные рояли, салонные и кабинетные фортепиано. Продажа осуществлялась в здании фабрики. В 1878 году сын Франца Адольфа Мюльбаха Фридрих Герман Эрнст Мюльбах (1824-1901) стал совладельцем и директором фабрики. До этого он изучал фортепьянное мастерство в Лейпциге. Сын Мюльбаха внес ряд ценных усовершенствований в конструкцию приборов, например, он предложил идею компактного, маленького «миньона», небольшого концертного рояля. Этот бэби-рояль[неизвестный термин] пользовался большим спросом в последующие годы и сделал Мюльбахов лидерами российского рынка. Квадратные фортепиано[неизвестный термин] стали пользоваться большим спросом и вошли в моду у публики. Рихард Вагнер и Клара Шуман сочиняли музыку и играли на этом фортепиано.
В начале 1880-х годов Мюльбахи расширили свои фабричные помещения, приобрели паровую машину мощностью 10 лошадиных сил и начали работать в три смены. После переезда в новый цех производительность фабрики повысилась. Высокое акустическое качество, стабильность и долговечность инструментов Мюльбаха привели к быстрому росту числа клиентов к концу века. Годовой оборот фабрики в 1900 г. составлял 200 000 руб. Количество служащих также росло и в 1898 г. составило 150 человек.
После смерти Фридриха Мюльбаха в 1901 году управление заводом взяли на себя дочь Мюльбаха Адель и её муж Адольф Иванович Нейтинг, статский советник и инженер. Нейтинг был экспертом в изготовлении фортепиано и продолжал производство. В 1905 году фабрика значительно расширилась, приобретя большие пятиэтажные корпуса. Годовая норма производства составляла теперь 270 000 рублей. Компания имела распределительные центры во всех губернских городах Российской империи.

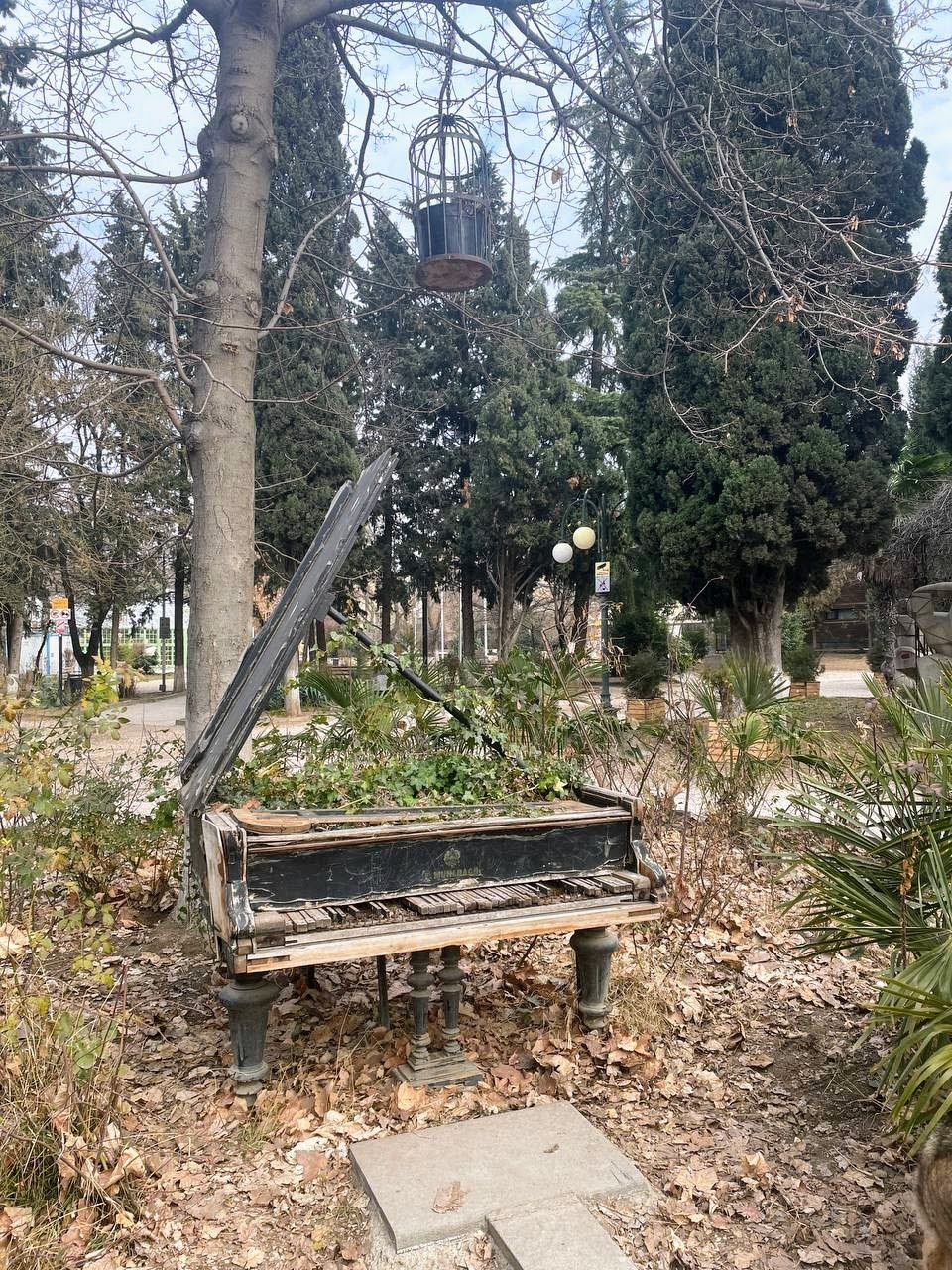

Весной 1914 года на заводе была выпущена усовершенствованная модель кабинетного рояля, у которого цельные грани были изогнуты так, что высокие ноты звучали как колокольчики, воспроизводимые двойным репетиром. По мнению специалистов, у Steinway была похожая модель. К сожалению, таких инструментов было сделано всего четыре. 28 декабря 1913 года на заводе случился крупный пожар, ущерб транспортным средствам и товарам составил 26 000 руб.
Из-за крупных рабочих забастовок и Первой мировой войны производство на фабрике сокращалось. В конце декабря 1916 г. на предприятии осталось 12 рабочих. Компания была вынуждена закрыться 22 декабря 1917 года. Оставшееся оборудование было национализировано, а затем вошло в состав крупного казенного фортепианного завода «Красный Октябрь».

## Награды
Мюльбахи неоднократно удостаивались высших наград на международных выставках.
К 1914 году фабрика получила 17 золотых медалей на различных ярмарках и выставках.
1896 год: В Нижнем Новгороде Мюльбахам было предоставлено право изображать российского двуглавого орла (герб царской империи) на своих изделиях, вывесках и рекламе.
Русская пианистка Анна Николаевна Есипова и польские пианисты Игнаций Ян Падеревский и Юзеф Хофманн отправлялись в турне с роялем Мюльбаха, что являлось эффективной рекламой.

## Литература

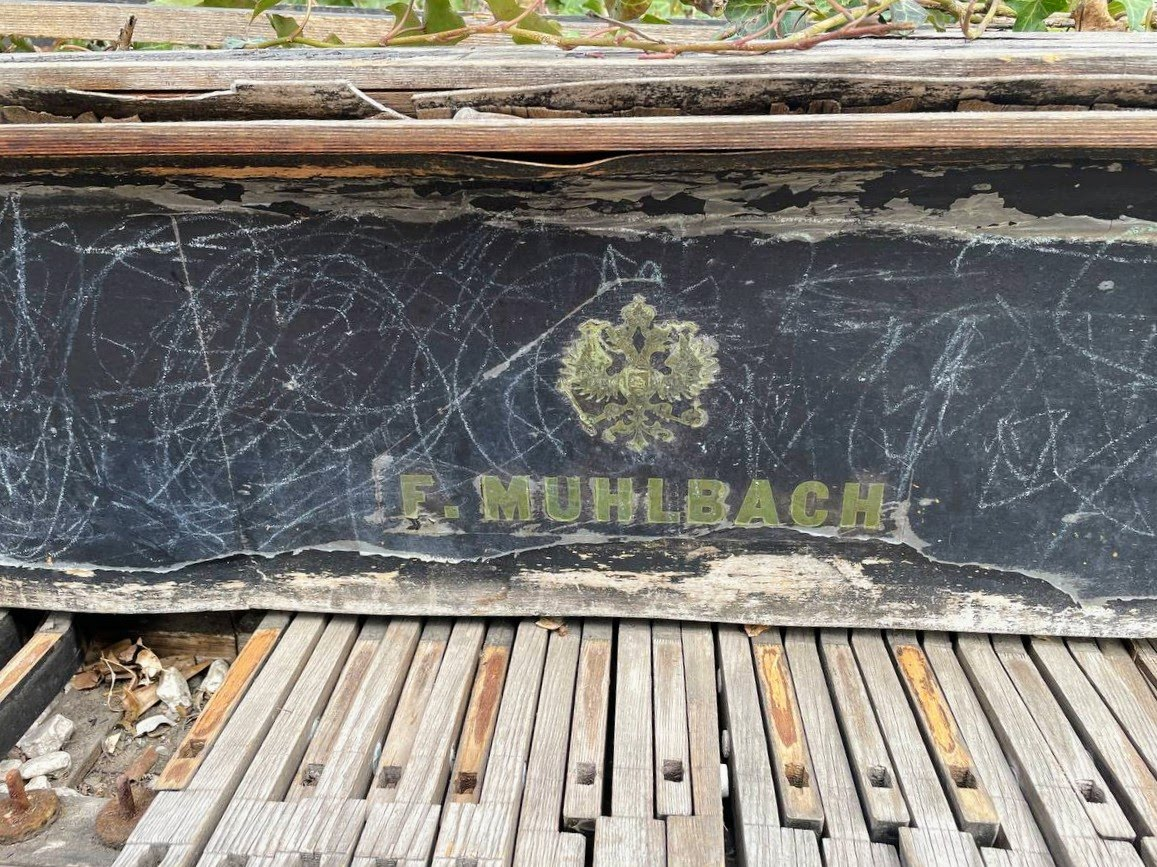